# Automotive Hall of Fame
Automotive Hall of Fame är ett amerikanskt museum i etablerat 1939 av Automobile Old Timers. Syftet är att hedra personer inom fordonsindustrin och har över 800 invalda världen över.
Museet ligger i Dearborn, Michigan, men har haft planer på att flytta till Detroit i samma stat.

## Invalda
Invalda personer mellan 1967 och 2018 (ej kronologisk ordning).

- Giovanni Agnelli[3]
- O. Donavan Allen[4]
- John W. Anderson[5]
- Robert Anderson[6]
- Mario Andretti[7]
- Zora Arkus-Duntov[8][9]
- Edgar Apperson[10]
- Clarence W. Avery[11][12]
- Warren E. Avis[13][14]
- Robert Bamford[15][16]
- Béla Barényi[17]
- Vincent Bendix[18]
- W.O. Bentley[19]
- Bertha Benz
- Carl Benz[20][21]
- Nuccio Bertone[22]
- Nils Bohlin[23]
- Alberto Bombassei
- Robert Bosch[24]
- Charles A. Bott[25][26]
- Ernest R. Breech[27]
- Allen K. Breed[28]
- Craig Breedlove[29]
- Carl Breer[30]
- Edward G. Budd[31]
- Gordon Buehrig[32]
- Ettore Bugatti[33][34]
- David D. Buick[35]
- Philip Caldwell[36]
- Richard D. Caleal[37]
- Frank J. Campbell[38][39]
- Michael Cardone[40][41]
- Walter F. Carey[42]
- François Castaing[43][44][45]
- Albert C. Champion[46]
- Roy D. Chapin[47]
- Roy D. Chapin Jr.[48]
- Louis Chevrolet[49]
- Walter P. Chrysler[50]
- André Citroën[51]
- J. Harwood Cochrane[52]
- David E. Cole[53]
- Edward N. Cole[54]
- Archie T. Colwell[55]
- Errett L. Cord[56]
- James J. Couzens[57]
- Keith E. Crain[58]
- Frederick C. Crawford[59]
- Lewis M. Crosley[43][60]
- Powel Crosley Jr.[43][61]
- Clessie L. Cummins[62]
- Harlow H. Curtice[63]
- Gottlieb Daimler[20][64]
- Charles A. Dana[65]
- Howard A. “Dutch” Darrin[43][66]
- Edward Davis[67]
- Ralph DePalma
- Joseph R. Degnan[68]
- W. Edwards Deming
- Rudolf Diesel
- Arthur O. Dietz[69]
- Abner Doble
- Horace E. Dodge
- John F. Dodge
- Frederic G. Donner
- Harold D. Draper[70]
- Fred Duesenberg
- John B. Dunlop
- William C. Durant[71]
- Charles E. Duryea[72][73]
- J. Frank Duryea[73][74]
- Harley J. Earl
- Dale Earnhardt
- Joseph O. Eaton
- John E. Echlin[75]
- Thomas A. Edison
- Elliott M. Estes
- Henry T. Ewald[38][76]
- Virgil M. Exner[77]
- Battista Farina
- Enzo Ferrari
- Harvey S. Firestone[78]
- Harvey S. Firestone Jr.[79]
- Alfred J. Fisher[80]
- Carl G. Fisher[81]
- Charles T. Fisher[82]
- Edward F. Fisher[83]
- Fred J. Fisher[84]
- Howard A. Fisher[85]
- Lawrence P. Fisher[86]
- William A. Fisher[87]
- Walter E. Flanders
- Edsel B. Ford
- Henry Ford[71][88]
- Henry Ford II
- A.J. Foyt
- Bill France
- Bill France Jr.
- Herbert H. Franklin
- Carlyle Fraser
- Douglas A. Fraser
- Joseph Frazer[43]
- Martin Fromm
- Thomas N. Frost
- August Fruehauf
- Thomas C. Gale
- Paul Galvin
- Robert W. Galvin
- Don Garlits
- Joe Girard
- John E. Goerlich
- Martin E. Goldman
- Andy Granatelli
- Richard H. Grant
- Giorgetto Giugiaro
- Dan Gurney
- Zenon C.R. Hansen
- Elwood Haynes[89][90]
- Donald Healey
- J.E. Henry
- Phil Hill
- Maximilian E. Hoffman
- William E. Holler
- Earl Holley
- George M. Holley Sr.
- Soichiro Honda[91]
- August Horch
- Wayne Huizenga
- Anton Hulman Jr.
- Lee Hunter
- J.R. Hyde III
- Lee Iacocca
- Robert W. Irvin
- Shōjirō Ishibashi
- Alec Issigonis
- Mike Jackson
- Thomas B. Jeffery[92]
- J. Frank Jersey[71]
- Fred Jones[93][94]
- Charles M. ”Chuck” Jordan[95]
- Edward S. “Ned” Jordan[43][96]
- Henry B. Joy
- Albert Kahn
- Henry J. Kaiser[43]
- Wunibald Kamm
- Yutaka Katayama
- K. T. Keller
- Frank D. Kent
- Charles F. Kettering
- Charles B. King[71]
- William S. Knudsen
- John W. Koons
- Eberhard von Kuenheim
- Edward C. Larson
- Elliot Lehman
- Henry M. Leland
- Paul W. Litchfield
- Raymond Loewy
- Wilton D. Looney
- J. Edward Lundy
- Roy Lunn
- Robert A. Lutz
- Sir William Lyons
- John M. Mack
- Ray Magliozzi
- Tom Magliozzi
- Lionel Martin
- Wilhelm Maybach[38]
- Frank E. McCarthy
- Denise McCluggage[97]
- Robert B. McCurry
- Brouwer D. McIntyre
- Robert S. McLaughlin
- Robert S. McNamara
- Rene C. McPherson
- William E. Metzger
- André Michelin
- Édouard Michelin
- Arjay Miller
- Harry A. Miller
- Bill Mitchell
- Luca Cordero di Montezemolo[89]
- Hubert Moog
- Jim Moran
- Charles S. Mott
- Alan Mulally
- Shirley Muldowney
- Thomas Murphy
- Ralph Nader
- Charles W. Nash[71]
- Henry J. Nave
- Joseph Henry Nook, Sr.
- Heinrich Nordhoff
- George O'Malley[71]
- Barney Oldfield[71]
- Ransom E. Olds[71]
- Rodney O'Neal[89][98]
- Carl Opel
- Friedrich Opel
- Heinrich Opel
- Ludwig Opel
- Wilhelm Opel
- Nicolaus Otto[38]
- James Ward Packard
- William Doud Packard
- Wally Parks
- Roger Penske[89][99][100]
- Thomas S. Perry[38]
- Donald E. Petersen
- Richard Petty
- Armand Peugeot
- Ferdinand Piëch
- Charles M. Pigott
- Charles J. Pilliod
- Sergio Pininfarina
- Harold A. Poling
- Ralph Lane Polk
- Ferdinand Porsche
- J. David Power III
- Heinz C. Prechter
- William A. Raftery
- Alice Ramsey
- Louis Renault
- Walter Reuther[101]
- Eddie Rickenbacker
- James M. Roche
- Willard F. Rockwell Sr.
- George W. Romney
- Jack Roush
- Henry Royce
- James A. Ryder
- Bruno Sacco
- George N. Schuster[43]
- Mort Schwartz
- Louis H. Schwitzer
- Kenneth W. Self
- Wilbur Shaw
- Carroll Shelby
- Owen R. Skelton
- Alfred P. Sloan Jr.[71]
- Arthur O. Smith
- Lloyd R. Smith
- John F. Smith Jr.
- Charles E. Sorensen
- Hal Sperlich
- Clarence W. Spicer
- Francis E. Stanley[38]
- Freelan O. Stanley[38]
- Sir Jackie Stewart
- Walter W. Stillman
- John W. Stokes
- William B. Stout
- Robert A. Stranahan, Sr.[102]
- Frank Stronach
- John M. Studebaker[103]
- Harry C. Stutz
- Genichi Taguchi
- Ratan N. Tata[89]
- Walter C. Teagle
- Ralph R. Teetor
- John J. Telnack
- Mickey Thompson
- Henry M. Timken
- Eiji Toyoda
- Kiichiro Toyoda
- Shoichiro Toyoda
- Alex Tremulis[104]
- Preston Tucker[105]
- Edwin J. Umphrey
- Jesse G. Vincent
- Roy Warshawsky
- Elmer H. Wavering
- Edward T. Welburn
- J. Irving Whalley
- Rollin H. White
- Walter C. White
- Windsor T. White
- John L. Wiggins
- Childe Wills
- John Willys[106]
- Charles Erwin Wilson
- Alexander Winton
- Jiro Yanase
- Fred M. Young
- Fred M. Zeder
- Ferdinand von Zeppelin